# 5 Kresowy Batalion Saperów im. płk. Konstantego Pierewoz-Markiewicza
5 Kresowy Batalion Saperów – samodzielny pododdział wojsk inżynieryjnych Sił Zbrojnych Rzeczypospolitej Polskiej.
Sformowany 1 kwietnia 1944 w miejscowości Sumy na podstawie rozkazu Dowódcy 1 Armii Polskiej w ZSRR nr 001 z 1 kwietnia 1944 jako jednostka organiczna 4 Dywizji Piechoty.

## Zarys historyczny
Wśród wielu nowych jednostek na podstawie rozkazu dowódcy 1 Armii Polskiej z dnia 1 kwietnia 1944 r. rozpoczęto formowanie na terenie ZSRR w rejonie miejscowości Sumy 4 Dywizji Piechoty, a w jej składzie 5 batalionu saperów. Batalion składa się z trzech kompanii saperów i plutonu zwiadu. Po sformowaniu i pierwszym okresie szkolenia batalion zmienia miejsce postoju z rejonu Sum do miejscowości Kiwerce a później Ołyki. Po przegrupowaniu na nowe miejsce postoju batalion rozpoczyna szkolenie główne w zakresie zabezpieczenia działań bojowych w natarciu oddziałów i pododdziałów. Pod koniec lipca batalion wykonuje marsz w kierunku Chełm, Pińsk, Lublin 5 sierpnia batalion wraz z siłami dywizji przekracza Bug. Po ześrodkowaniu się w rejonie Lublina rozpoczyna się okres intensywnego szkolenia i ćwiczeń. W Lublinie żołnierze batalionu wykonują zadania związane z ochroną i obroną rejonu miasta. Na początku września rozpoczęto przygotowania do uroczystości złożenia przysięgi wojskowej przez żołnierzy dywizji. Odbyła się ona 10 września na łąkach w rejonie majątku pod Lublinem.
W dwa dni po dywizji forsownym marszem w ciągu 4 dni przybywa trasę 160 kilometrów z Lublina do Anina pod Warszawą. Po przybyciu w rejon Warszawy żołnierze batalionu przede wszystkim realizują zadania związane z przygotowaniem i rozbudową rejonu obrony zajętego przez oddziały dywizji oraz przygotowaniem sprzętu przeprawowego i saperskiego potrzebnego do zabezpieczenia natarcia dywizji połączonego z forsowaniem przeszkód wodnych. Ważnym zadaniem dla saperów był udział w likwidacji pozostałości po działaniach wojennych a szczególnie niszczenia min, niewybuchów oraz innych niebezpiecznych przedmiotów. Tak było na terenie prawobrzeżnej Warszawy gdzie znalazły się jednostki dywizji. W okresie do 21 września saperzy rozbroili i usunęli 230 min, zasypali 190 lejów, odremontowali 6 kilometrów jezdni, a w przeciągu kolejnego tygodnia rozminowano główne magistrale, drogi podmiejskie oraz wiele budynków i obiektów. 16 stycznia 1945 r. po przekroczeniu Wisły w rejonie Ostrówka batalion zabezpieczył działania bojowe dywizji, która głównymi swymi siłami rozwijała zmasowane natarcie w kierunku Jeziorna i północnego skraju Warszawy.
W końcu stycznia kiedy dywizji weszła w wir walk o Wał Pomorski batalion bierze udział w zabezpieczeniu działań bojowych na kierunkach Golice, Czaplinek, Wałcz. Następnym ważnym etapem walk był udział w zdobyciu Kołobrzegu w dniach 12-18 marca 1945 r. Po wykonaniu zadań bojowych batalion bierze udział w robotach inżynieryjnych pasa obrony dywizji na wybrzeżu Bałtyku. W pierwszej dekadzie kwietnia wraz z oddziałami dywizji przegrupowuje się nad Odrę i forsuje ją w rejonie miejscowości Blessing. W dalszych walkach batalion bierze udział w forsowaniu kanału Hohenzolernów. Harellaudischer Grosser i Haweli. W Klietz nad Łabą 6 maja kończy wykonywanie zadań bojowych, a w czerwcu wraca do kraju. Stacjonuje w Biedrusku, Ostrowie Wlkp., a od września 1949 r. w Krośnie Odrzańskim. Po zakończeniu działań bojowych batalion wykorzystywany jest do akcji rozminowania.
W latach 1945–1956 pododdziały brały udział w rozminowaniu na terenie województw: poznańskiego, wrocławskiego, częstochowskiego, opolskiego, katowickiego, zielonogórskiego. W 1957 roku formalnie zakończył się okres rozminowywania kraju. Jednak nie oznaczało to zaniechania prac minerskich. W batalionie były w gotowości do natychmiastowego użycia patrole artyleryjsko-saperskie a później tylko saperskie. Począwszy od 1962 roku patrole saperskie przystępują do prac minerskich po uprzednim powiadamianiu przez instytucje cywilne lub osoby prywatne. Batalion saperów bierze także udział przy zwalczaniu powodzi. Saperzy nie tylko wysadzali zatory lodowe ale także zajmowali się ochroną mostów i ewakuacją ludzi, zwierząt i płodów rolnych oraz umacnianiem i naprawą wałów przeciwpowodziowych.
W dniu 17 września 1994 roku batalion przyjmuje tradycje saperów 5 Kresowej Dywizji Piechoty i kultywuje je do dziś.
Od 2010 roku patronem jednostki jest płk Konstanty Pierewoz-Markiewicz.

## Dowództwo batalionu
w 1944:
- Dowódca kpt. Jerzy Durów (od maja 1944 r. do końca wojny),
- zastępcy ds. polityczno -wychowawczych — bez stopnia L. Rajski (maj 1944 - czerwiec 1944 i od grudnia 1944 do stycznia 1945)
  - por. Franciszek Pawlak (czerwiec 1944 — listopad 1944 i od marca 1945 r. do końca wojny)
- zastępcy ds. liniowych — kpt. Antoni Pluto (czerwiec 1944 — sierpień 1944), kpt. Michał Frołow (od listopada 1944 do końca wojny)
- szef sztabu — kpt. Konstanty Ananiew (od czerwca 1944 do końca wojny).

## Dowódcy batalionu
- mjr Grzegorz Durów (1944–1945)
- kpt Wacław Staniszewski (1945–1947)
- kpt Stanisław Szewczyk (1947–1949)
- kpt Michał Gliński (1949–1951)
- kpt. Stanisław Jurneczko (1951–1952)
- kpt. Zdzisław Jamny (1952–1960)
- mjr Piotr Tołoczko (1960–1961)
- mjr Aleksander Grabowski (1961–1963)
- mjr Tadeusz Żemajtys (1963–1966)
- mjr Władysław Jagiełło (1966–1968)
- mjr Jerzy Żarczyński (1968–1970)
- ppłk Julian Wyrwał (1970–1976)
- mjr Jan Wojtunik (1976–1977)
- kpt. Zbigniew Poprawski (1977–1986)
- mjr. Ryszard Gruszka (1986–1993)
- ppłk Jacek Kwiatkowski (1993–2003)
- ppłk Jan Pajestka (2003–2007)
- ppłk Krzysztof Pobiedziński (30 stycznia 2012 – 31 października 2012)
- ppłk Krzysztof Balcerzak (1 listopada 2012 – 30 stycznia 2013)
- ppłk Jarosław Szczypiorski (od 30 stycznia 2013 – wrzesień 2017)
- ppłk Sławomir Osmelak (październik 2017 – listopad 2020)
- ppłk Maksymilian Libelt (listopad 2020 - kwiecień 2024
- ppłk Przemysław Pakies (czerwiec 2024 - obecnie)

## Skład etatowy
- dowództwo
- sztab
- kompania dowodzenia
- kompania logistyczna
- kompania saperów
- kompania drogowo-mostowa
- kompania techniczna
- 21 Patrol saperski
- Zespół Zabezpieczenia Medycznego

## Święto batalionu
Decyzją nr 159/MON z 30 kwietnia 2010 roku ustanowiono doroczne święta batalionu w dniu 17 września.